# Pete Hegseth
Peter Brian Hegseth, dit Pete Hegseth, né le 6 juin 1980 à Minneapolis (Minnesota), est un homme d'État, ancien militaire, animateur de télévision et auteur américain.
Il sert dans la Garde nationale du Minnesota avec le grade de commandant de réserve et effectue des missions à Guantánamo (2004-2005), en Irak et en Afghanistan (2012). Après sa carrière militaire, il devient commentateur politique sur Fox News.
En 2025, il devient secrétaire à la Défense des États-Unis sous la seconde présidence de Donald Trump. Face à l'opposition de plusieurs sénateurs républicains qui se joignent aux démocrates lors de sa confirmation par le Sénat, le vice-président J. D. Vance doit apporter son vote pour le confirmer, ce qui fait de Hegseth le deuxième membre de cabinet de l'histoire américaine confirmé grâce au vote départageur du vice-président.
Son mandat est rapidement marqué par l'affaire de la fuite d'un groupe de discussion gouvernemental, où il est accusé d'avoir partagé des informations classifiées sur des opérations militaires via l'application Signal.
Fervent chrétien, Hegseth défend des positions conservatrices sur les affaires étrangères, les questions militaires et diverses questions sociétales.

## Biographie

### Parcours professionnel
Après avoir obtenu son diplôme de l’université de Princeton en 2003, Pete Hegseth rejoint l’entreprise Bear Stearns en tant qu'analyste des marchés de capitaux tout en suivant parallèlement le programme de formation des officiers de réserve, le Reserve Officers Training Corps (ROTC). À l’issue de sa formation, il est nommé sous-lieutenant chef de section d’infanterie au sein de la Garde nationale du Minnesota.

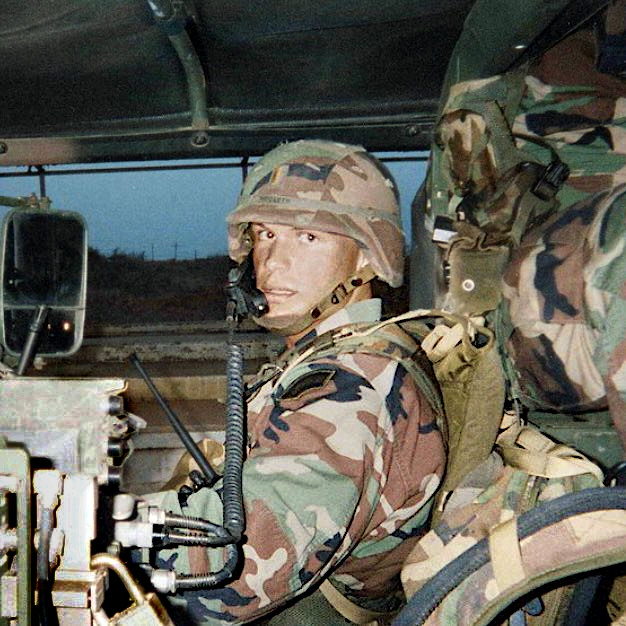
Le sous-lieutenant Hegseth dans la base navale de la baie de Guantánamo.

Il est envoyé en mission en 2004 sur la base militaire américaine de Guantanamo (Cuba) jusqu’en 2005. Son unité est alors sous le contrôle opérationnel du 3e bataillon du 187e régiment d’infanterie de 101e division aéroportée. Il est décoré de l'Army Commendation Medal.
Peu de temps après être rentré de Cuba en 2005, Pete Hegseth se porte volontaire pour servir à Bagdad en Irak où il occupe le poste de chef de section d'infanterie et, plus tard à Samarra, le poste d'officier des actions civilo-militaires. Pendant son séjour en Irak, il reçoit la Bronze Star Medal, le Combat Infantryman Badge, et une deuxième Army Commendation Medal.
Après son séjour en Irak, il reprend une carrière civile, avant de se porter à nouveau volontaire en 2012 pour l’Afghanistan comme capitaine de la Garde nationale du Minnesota, pour un poste d’officier instructeur de lutte antiguérilla au Counterinsurgency Training Center de Kaboul.
Pete Hegseth détient le grade de commandant de réserve (équivalent de chef de bataillon dans l'infanterie française).
Il travaille par la suite comme commentateur à Fox News dans des programmes dans lesquels il attire l'attention sur les problèmes des militaires et des vétérans. Hegseth s'est opposé ouvertement à ce qu'il qualifie de politiques « woke » au sein de l'armée américaine et de ses dirigeants et s’oppose à la présence de militaires femmes au combat.
Pressenti pour travailler dans la première administration Trump en 2016, le parcours de Pete Hegseth avait été scruté par Justin Higgins, un ancien cadre républicain chargé d’effectuer ce travail d’investigation. Higgins avait jugé Hegseth « insuffisamment qualifié » pour les postes de secrétaire à la Défense ou aux Anciens Combattants.
Il annonce avoir obtenu du président Donald Trump une grâce présidentielle pour deux soldats condamnés pour meurtre et la réintégration d’un troisième, condamné pour avoir posé avec un cadavre en Irak.

### Secrétaire à la Défense des États-Unis

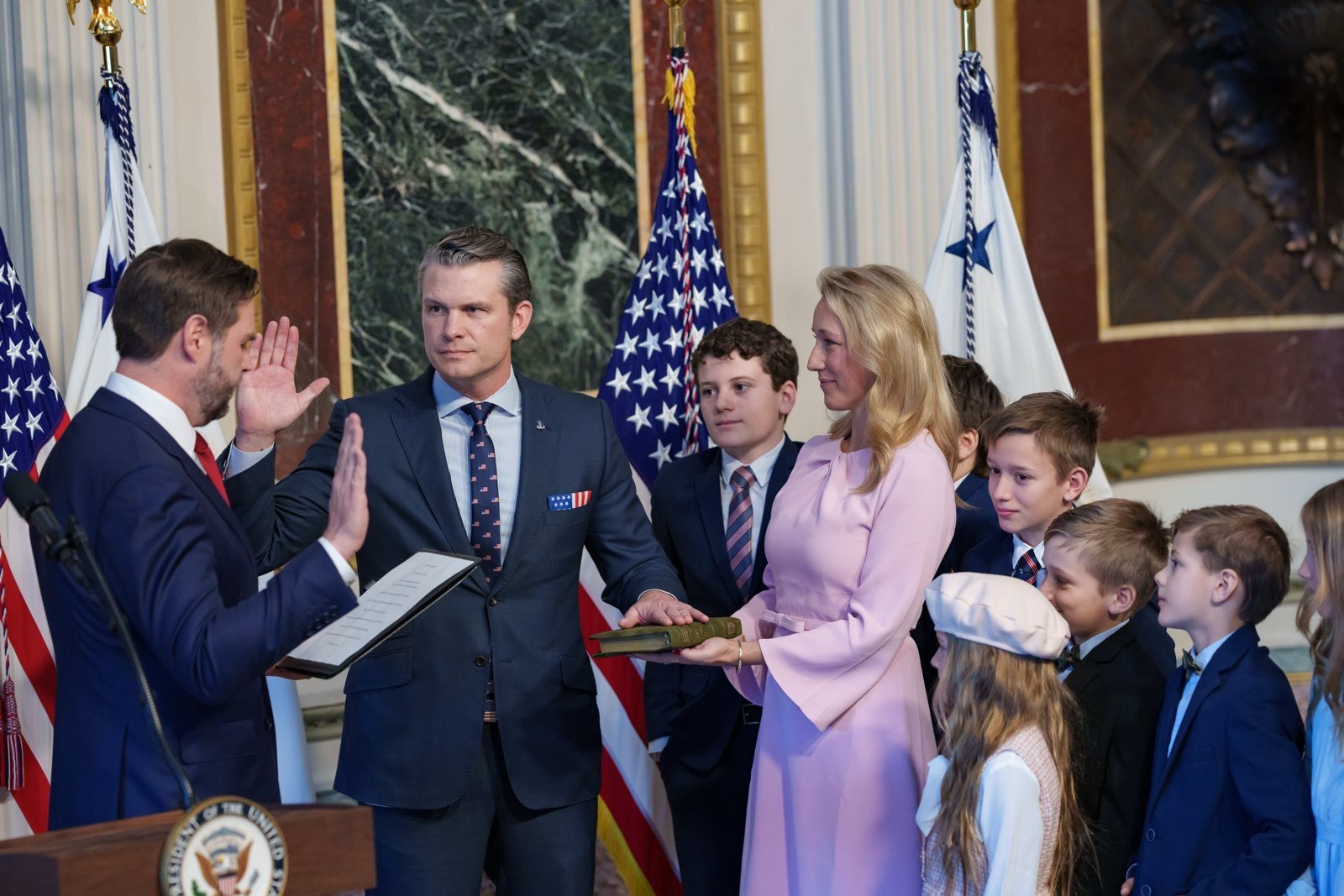
Pete Hegseth prêtant serment devant J. D. Vance en tant que secrétaire à la Défense.

En novembre 2024, le nouveau président élu Donald Trump désigne Pete Hegseth comme secrétaire à la Défense. Le 24 janvier 2025, les sénateurs républicains Mitch McConnell, Lisa Murkowski et Susan Collins se joignent aux démocrates pour voter contre sa confirmation, forçant donc le vice-président J. D. Vance à apporter un vote décisif. Hegseth devient ainsi le deuxième membre du cabinet de l'histoire des États-Unis, après Betsy DeVos en 2017, à être confirmé grâce au vote décisif du vice-président.

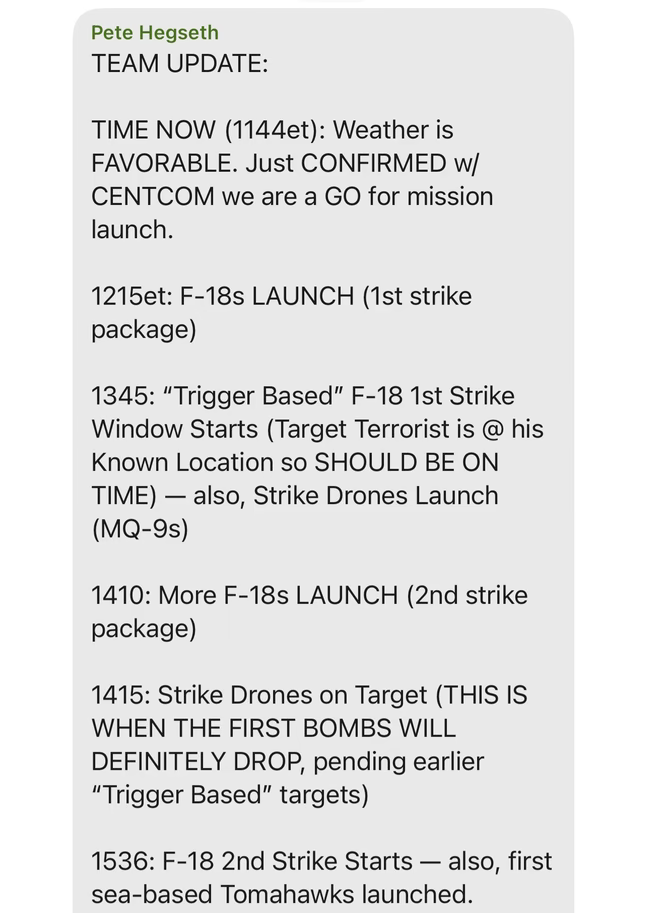
Fuite d'un groupe de discussion du gouvernement des États-Unis.

Le 24 mars 2025, Jeffrey Goldberg, rédacteur en chef du magazine The Atlantic, rapporte qu'il a été accidentellement inclus par Mike Waltz dans une conversation de groupe où Hegseth a partagé des plans hautement sensibles de frappes militaires américaines au Yémen deux heures avant leur exécution. Les discussions impliquaient plusieurs hauts responsables américains tels que J. D. Vance et Marco Rubio, et se sont déroulées sur Signal, une application de messagerie populaire dont l'utilisation est interdite pour le partage d'informations classifiées. D'anciens responsables ont qualifié l'utilisation de Signal pour partager des informations classifiées comme sans précédent, et ont déclaré que cet événement devrait normalement donner lieu à une enquête. Ils ont également estimé que Hegseth a dû extraire de manière illégale des données classifiées vers un réseau non classifié,. Hegseth a nié avoir partagé des données confidentielles, et Goldberg a par la suite publié la majorité de la conversation, où Hegseth partage notamment le planning de l'attaque.
The Wall Street Journal a rapporté que Hegseth a également amené sa femme à deux rencontres où des informations confidentielles auraient été échangées. The New York Times a révélé le 20 avril l'existence d'un deuxième groupe Signal, où selon quatre témoins Hegseth avait également partagé les informations sur les plans d'attaque au Yémen avec des membres de son entourage personnel et professionnel, incluant sa femme, son frère et son avocat personnel,. Selon John Ullyot, un ancien porte-parole du Pentagone, Hegseth aurait également mené des licenciements sur la base d'accusations infondées, et le département serait dans un « chaos total ». Donald Trump a réitéré son soutien à Hegseth.

### Vie privée
Pete Hegseth est père de quatre enfants issus de trois mariages différents. Sa troisième femme, ancienne productrice de Fox News, est Jennifer Rauchet, elle-même mère de trois enfants issus d'un précédent mariage. Pete Hegseth et Jennifer Rauchet ont en commun une fille.
Il est membre d'une église affiliée à la Communion of Reformed Evangelical Churches (en) fondée par le pasteur Douglas Wilson (en).
Il porte des tatouages à symbolique patriotique et chrétienne, dont une croix de Jérusalem sur la poitrine, symbole utilisé pendant les Croisades, ainsi que la phrase latine « Deus vult » (« Dieu le veut »), cri de ralliement de la première croisade. D'après le chercheur à l’Institut d’études islamiques, chrétiennes et juives Matthew Taylor, ces symboles « reflètent une forme extrême de nationalisme chrétien ». Hegseth dit avoir été exclu de la cérémonie d'investiture de Joe Biden en 2021 en raison de ses tatouages, ses supérieurs militaires l'ayant considéré comme potentiellement extrémiste.

## Affaires judiciaires
Pete Hegseth est accusé d'agression sexuelle en 2017. Les faits se seraient déroulés dans un hôtel en Californie et la victime plaignante, une participante à la convention de la Fédération californienne des femmes républicaines, présentait des contusions visibles sur la cuisse droite. Pete Hegseth verse par le biais de son avocat une somme de 50 000 $ à la plaignante dans le cadre d'un accord de confidentialité afin que celle-ci renonce à des poursuites judiciaires,,.

## Prises de position

### Israël
Il est un défenseur de la politique d'Israël où il déclare notamment en 2025 soutenir Israël « tuant jusqu'au dernier membre du Hamas ».
Il soutient également la politique de colonisation d'Israël en Cisjordanie, qu'il appelle Judée-Samarie, et lors d'un discours en 2018 à l'hôtel King David de Jérusalem, il exprime son souhait de voir un jour la reconstruction du temple de Salomon sur le Mont du temple, où se trouve actuellement l'esplanade des mosquées,.

### Ukraine
Le 12 février 2025, il indique que les États-Unis n'enverront pas de troupes en Ukraine dans le cadre d'un éventuel accord de paix et juge irréaliste un retour de l'Ukraine à ses frontières d'avant 2014, ce qui exclut le territoire de la Crimée.

### Droit de vote des femmes
Le 8 août 2025, il partage une vidéo dans laquelle plusieurs personnes, parmi lesquels des pasteurs ultraconservateurs, appellent à revenir sur le dix-neuvième amendement de la Constitution américaine, qui donne le droit de votes aux femmes. Il accompagne ce partage d'un commentaire : « Tout le Christ, pour toute la Vie ».

## Publications
- In the Arena, Threshold Editions, 2016
- American Crusade, Center Street, 2020
- Battle for the American Mind: Uprooting a Century of Miseducation, Broadside Books, 2022
- The War on Warriors: Behind the Betrayal of the Men Who Keep Us Free, Broadside Books, 2024.

## Distinctions
|                           | Combat Infantryman Badge                    |
| Bronze oak leaf cluster   | Bronze Star (x 2)                           |
|                           | Joint Service Commendation Medal            |
| Bronze oak leaf cluster   | Army Commendation Medal (x 2)               |
|                           | National Defense Service Medal              |
| Bronze star · Bronze star | Afghanistan Campaign Medal (avec 2 étoiles) |
| Bronze star · Bronze star | Iraq Campaign Medal (avec 2 étoiles)        |
|                           | Global War on Terrorism Expeditionary Medal |
|                           | Global War on Terrorism Service Medal       |
|                           | Armed Forces Reserve Medal                  |
|                           | Army Service Ribbon                         |
|                           | Army Overseas Service Ribbon                |
|                           | NATO Medal (ISAF)                           |